# 26851 Sarapul
26851 Sarapul (1992 OV5) là một tiểu hành tinh vành đai chính được phát hiện ngày 30 tháng 7 năm 1992 bởi E. W. Elst ở Đài thiên văn Nam Âu.